# Łobez
Łobez (Duits: Labes) is een stad in het Poolse woiwodschap West-Pommeren, gelegen aan de Rega in de powiat Łobez. De oppervlakte bedraagt 12,8 km², het inwonertal 10.066 (2019). De stad fungeert als het bestuurscentrum van de stad- en landgemeente Łobez (gmina Łobez).

## Bekende burgers
- Andrzej Gudański, Pools kunstschilder